# Jacob Coler
Jacob Coler (eigentlich Jacob Köhler; * 1537 in Greiz, Vogtland; † 7. März 1612 in Güstrow, Herzogtum Mecklenburg) war ein deutscher lutherischer Theologe, Propst von Berlin, Superintendent von Güstrow und Konsistorialrat in Rostock.

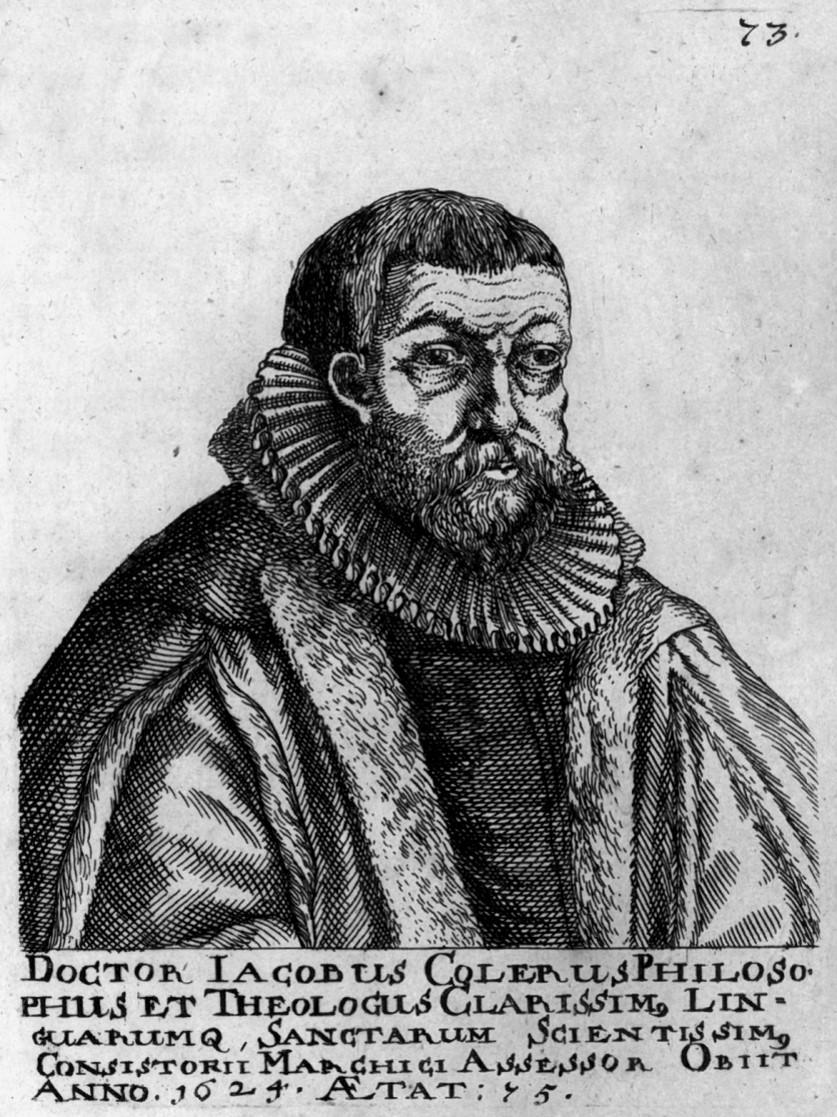
Jacob Coler, posthumer Kupferstich von Fridrich 1751

## Leben
Er war der Sohn von Jacob Coler, gleichnamiger Superintendent in Greiz und ehemaliger Augustinermitbruder und Studienkommilitone von Luther.
Nach Schulbesuchen in Greiz, Zwickau und Freiberg immatrikulierte sich Coler 1554 an der Universität Frankfurt (Oder), wo er 1559 den Magistergrad erwarb. In den folgenden Jahren hielt er dort Collegia (Vorlesungen) und war an 42 Disputationen beteiligt. 1564 wurde „Dr. Coler“ Mitglied der Philosophischen Fakultät.
In jenem Jahr wurde er vom Rat der Stadt Lauban in der Oberlausitz zum Pfarrer berufen. Bereits nach einem Jahr musste Coler die Stelle wieder aufgeben, da er sich geweigert hatte, einen katholischen Klostervogt als Paten bei einer Taufe zuzulassen. Er wurde 1566 Pfarrer in Adelsdorf im Herzogtum Liegnitz und 1567 in der Stadt Wohlau, dort auf Veranlassung von Herzog Georg von Liegnitz und Wohlau. Auch dort kam es zu theologischen Auseinandersetzungen mit anderen protestantischen Ansichten (Calvinisten, Wiedertäufer, Schwenkfeldianer), die ihn einmal sogar für vier Wochen ins Gefängnis brachten.
1573 wurde Coler Pfarrer in Neukirch an der Katzbach im Herzogtum Jauer. Dort kam es im folgenden Jahr zu zwei theologischen Disputationen mit dem Theologen Matthias Flacius, die Coler viel Aufmerksamkeit brachten. 1575 wurde er zum Lehrer für hebräische Sprache an die Universität Frankfurt berufen, wo er im folgenden Jahr nach Erlangung des Doktorgrads zum ordentlichen Professor für hebräische Sprache berufen wurde.
1577 holte ihn Kurfürst Johann Georg von Brandenburg als Propst an die Nikolaikirche in Berlin, zugleich als Assessor und Konsistorialrat. 1580 unterschrieb Coler die Konkordienformel. In dieser Zeit konnte er einem Ruf als Professor für hebräische Sprache nach Leipzig nicht folgen, da der Kurfürst Johann Georg dies nicht gestattete. Coler gehörte zu den Mitarbeitern der von Elias Hutter ab 1587 herausgegebenen dreibändigen hebräischen Bibelausgabe.
Im Jahr 1599 wurde Jacob Coler von Herzog Ulrich von Mecklenburg zum Mecklenburgischen Superintendenten nach Güstrow berufen. Er war zudem Konsistorialrat in Rostock. Angebote für eine Professur für Theologie in Nürnberg-Altdorf und die Superintendentenstelle in Lübeck lehnte er in den nächsten Jahren ab und starb 1612 im Alter von 75 Jahren im Amt in Güstrow.
Coler war dreimal verheiratet. Zu seinen zehn Kindern gehört der Theologe Johannes Coler.